# Lamium amplexicaule
Espèce
Classification phylogénétique
Lamium amplexicaule, le Lamier amplexicaule, est une espèce de plantes à fleurs de la famille des Lamiaceae. C'est une plante herbacée trouvée en Eurasie et en Asie.

## Répartition
Elle est commune, depuis le Nord de l'Afrique jusqu'en Asie. On la trouve depuis le niveau de la mer, en France, jusqu'à 1 200 mètres, occasionnelle plus haut, au Tibet jusqu'à 3 900 mètres.

## Description
C'est une plante annuelle parfois prostrée, parfois érigée mais ne dépassant pas les 25 cm de hauteur. Elle est caractérisée par des feuilles inférieures pétiolées et des feuilles supérieures sessiles embrassantes. Cette espèce est hermaphrodite et présente des états cleistogames et chasmogames.

## Habitats
Cultures, pelouses et friches .

## Liste dessynonymes[2]
Lamium amplexicaule
- Pollichia amplexicaulis (L.) Willd., Fl. Berol. Prodr.: 198 (1787).
- Galeobdolon amplexicaule (L.) Moench, Methodus: 394 (1794).
- Lamiopsis amplexicaulis (L.) Opiz, Seznam: 56 (1852).
- Lamiella amplexicaulis (L.) E.Fourn., Ann. Soc. Linn. Lyon, n.s., 17: 134 (1869).

var. allepicum (Boiss. & Hausskn.) Bornm., Beih. Bot. Centralbl. 22(2): 133 (1907). De la Turquie à l'Iran.
- - Lamium aleppicum Boiss. & Hausskn. in P.E.Boissier, Fl. Orient. 4: 761 (1879).

var. amplexicaule. Eurasie, Macaronésie et Éthiopie.
- - Lamium mesogaeon Heldr. ex Boiss., Fl. Orient. 4: 760 (1879).
  - Lamium rumelicum Velen., Fl. Bulg.: 649 (1891).
  - Lamium mauritanicum Gand. ex Batt., Bull. Soc. Bot. France 56: lxx (1910).
  - Lamium lassithiense Coustur. & Gand. in M.Gandoger, Fl. Cret.: 79 (1916).
  - Lamium stepposum Kossko ex Klokov, in Fl. RSS Ukr. 9: 644 (1960).

var. bornmuelleri Mennema, in Fl. Iran. 150: 330 (1982). Ouest de l'Asie.
var. incisum Boiss., Fl. Orient. 4: 761 (1879). De la Grèce à l'Iran.
- - Lamium adoxifolium Hand.-Mazz., Ann. K. K. Naturhist. Hofmus. 27: 413 (1913).

var. orientale (Pacz.) Mennema, Leiden Bot. Ser. 11: 57 (1989). de l'Ukraine au centre de la Russie.
- - Lamium orientale (Pacz.) Litv., Maevsh. Fl., ed. 7: 617 (1940), nom. illeg.
  - Lamium paczoskianum Vorosch., Byll. Moskovsk. Obshch Isp. Prir., Otd. Biol., n.s., 52(3): 50 (1947).

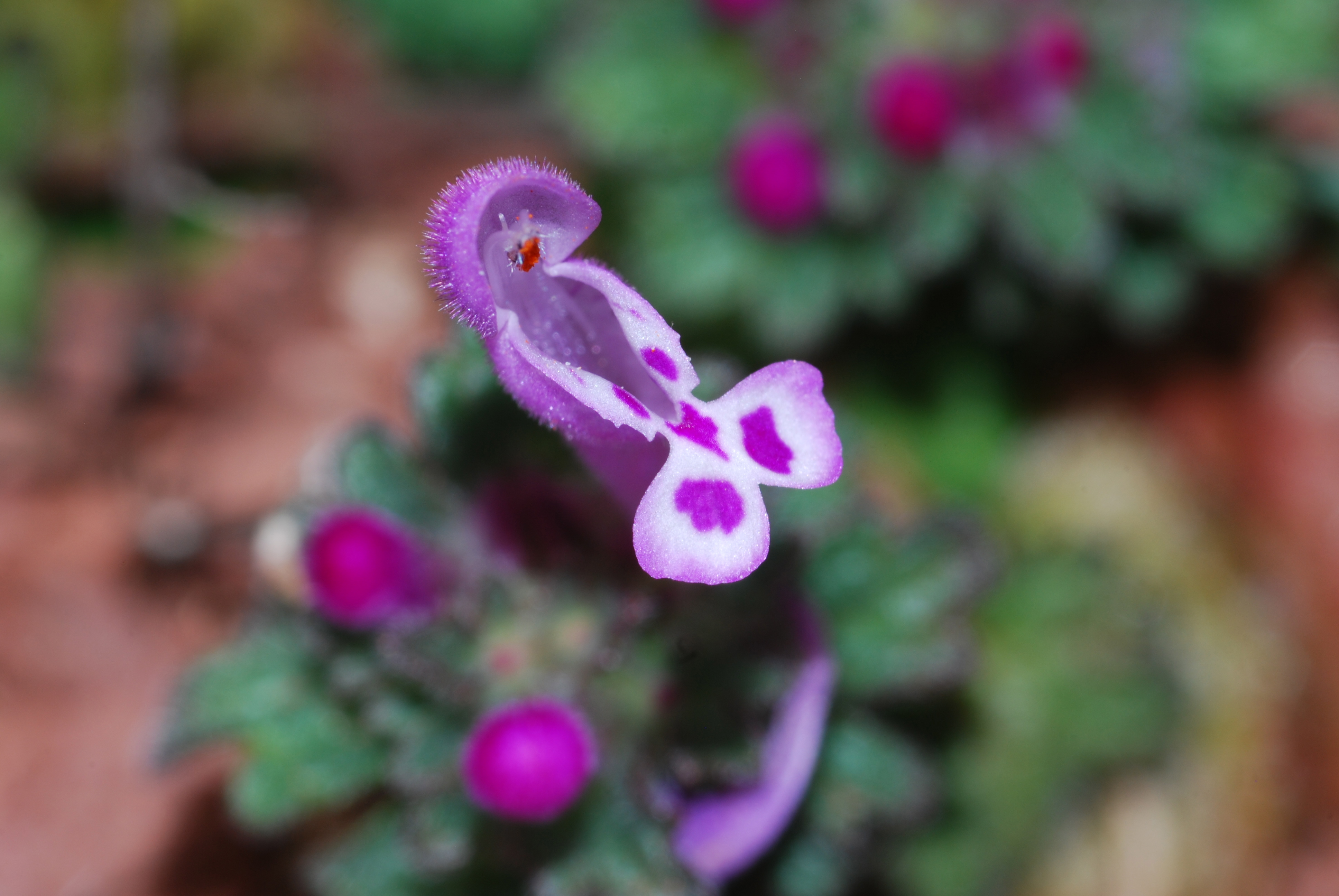
Détail de la fleur.
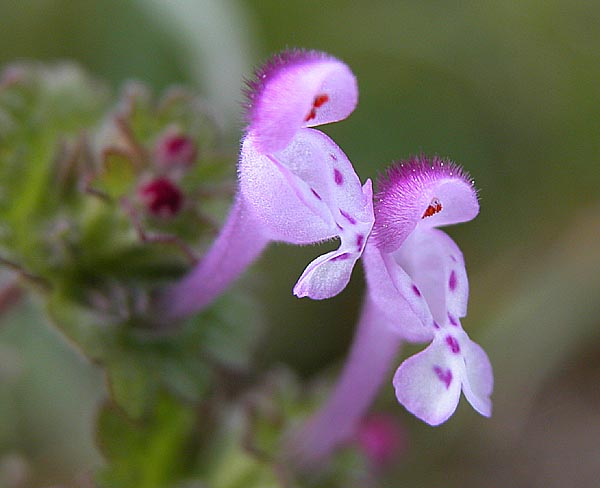
Détail de deux fleurs.
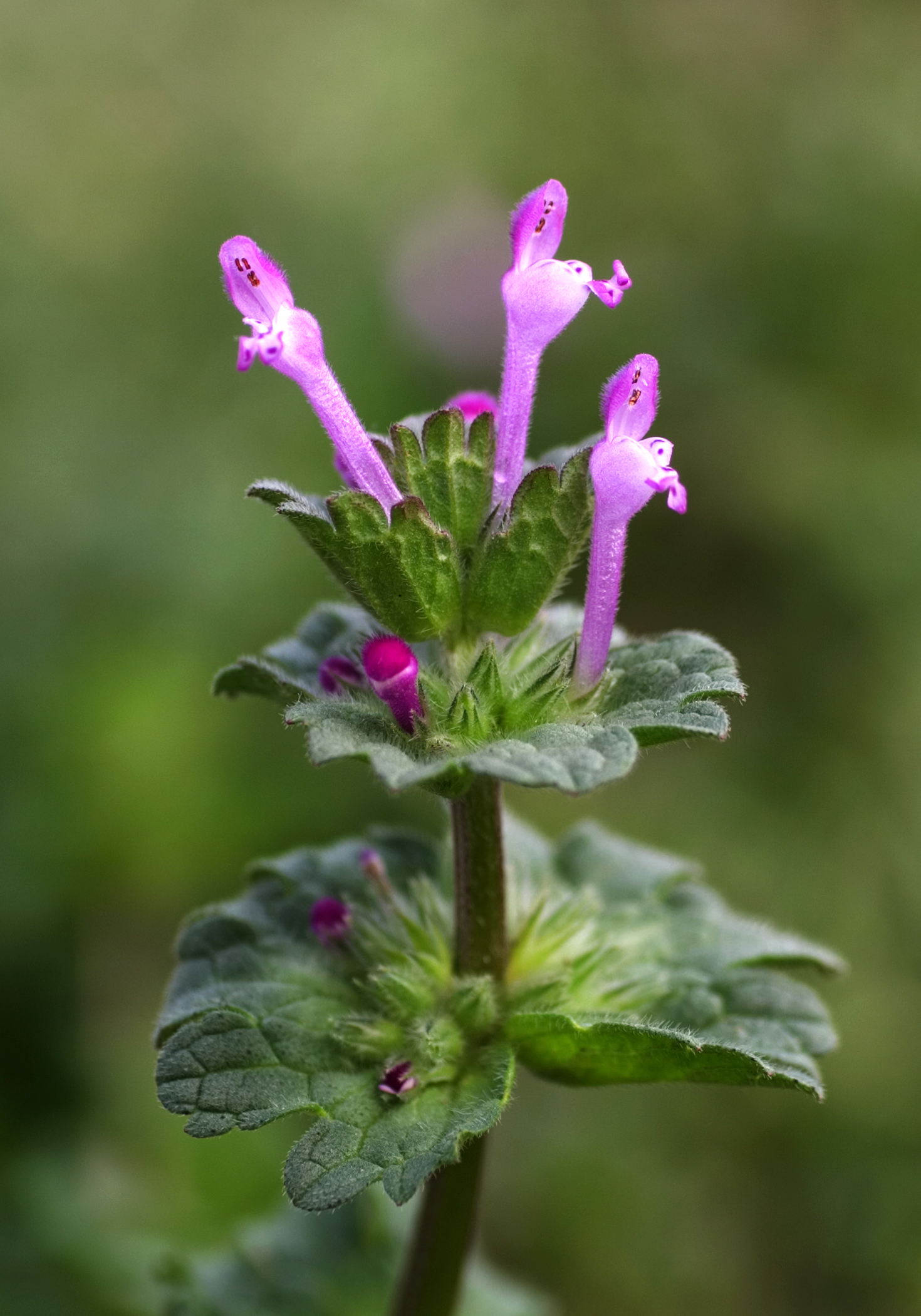
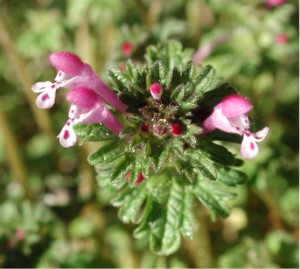
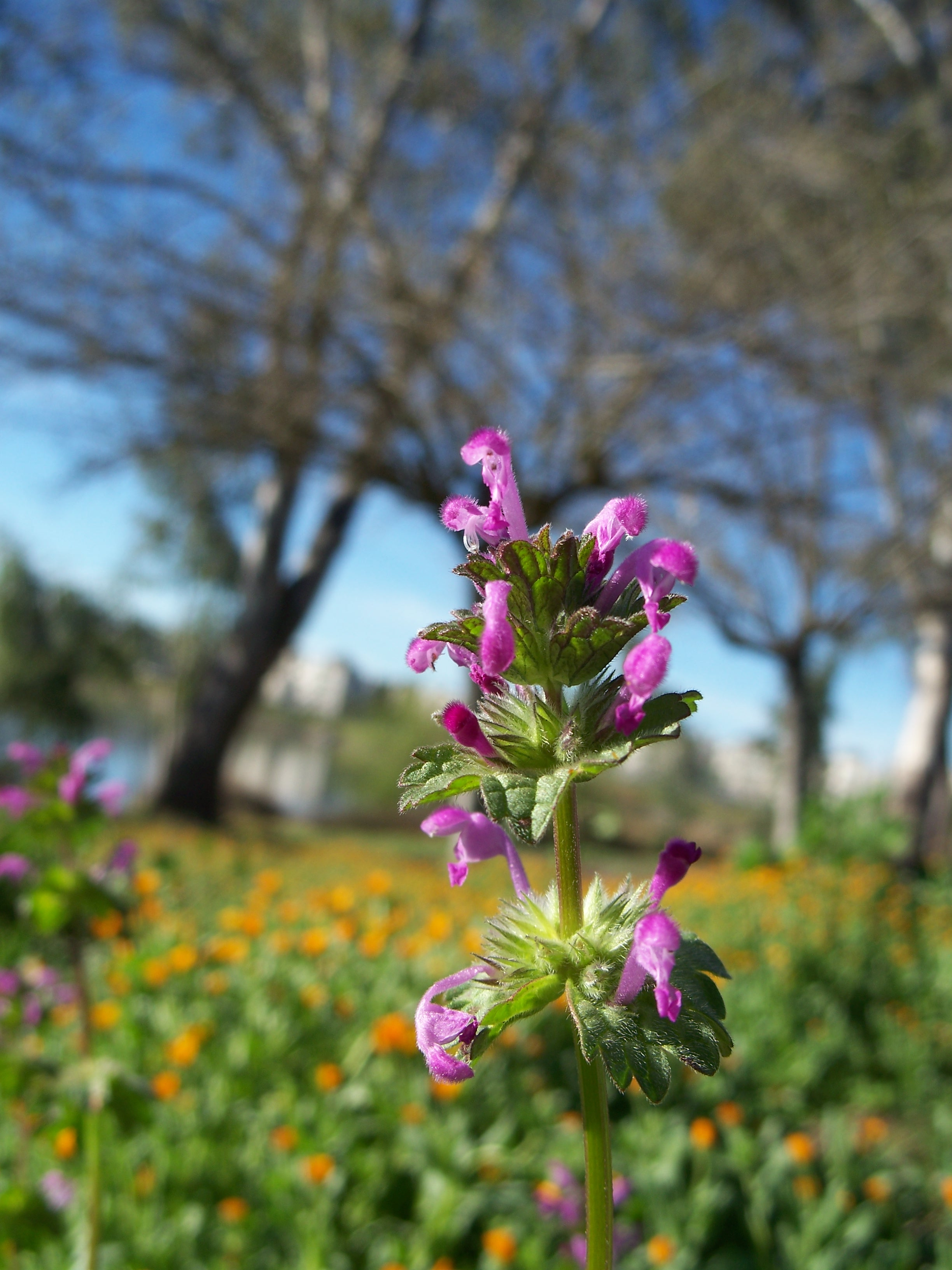